# Atlas Ace教練機
Ace教練機（英語：Ace)是一款南非研製的渦輪引擎教練機。主要是提供給南非空軍的新一代教練機。最終敗給PC-7落選。

## 發展
1986年，南非政府機構Aerotek發起一項名為Ovid的研究計畫，旨在設計出一款替代當時南非空軍服役的T-6德州佬式教練機。
該機採用碳纖維複合材料，並擁有兩架原型機。最後競標落敗於PC-7。第一架原型機失蹤，第二架原型機尚未設計完成計畫便取消了。

## 外部連結
（页面存档备份，存于）